# Critérium du Grand Dole
 (octobre 2023).
Le Critérium du Grand Dole, de son nom actuel complet Critérium cycliste International du Grand Dole-Colruyt, est une course cycliste française créée en 2020 et qui se déroule à Dole, dans le Jura.

## Présentation
Dole accueille son critérium d'après-Tour de France le samedi suivant l'arrivée des coureurs sur les Champs-Élysées. Celui-ci est organisé par une association menée par Franck Boudot, avec comme partenaire majeur le groupe de supermarchés belge Colruyt, dont le siège de sa filiale française se trouve sur la commune voisine de Rochefort-sur-Nenon.
Le critérium est organisé, depuis 2023, en deux temps : une cyclosportive le matin où les amateurs peuvent défier d'anciens professionnels, et la course en milieu d'après-midi, destinée aux équipes professionnelles et aux équipes de club amateurs.
La course se déroule en 60 tours d'un circuit de 1,2 km autour du cours Saint-Mauris, pour une distance totale de 72 kilomètres.

## Palmarès
| Année | Vainqueur      | Deuxième               | Troisième         |
| 2020  | Nans Peters    | Sam Bennett            | Hugo Hofstetter   |
| 2021  | Pierre Latour  | Aurélien Paret-Peintre | Nacer Bouhanni    |
| 2022  | Yves Lampaert  | Stan Dewulf            | Florian Sénéchal  |
| 2023  | Giulio Ciccone | Alex Kirsh             | Alexis Vuillermoz |

### Liste des participants en 2023[5]
| Légende                                | Légende                                                        | Légende                             | Légende                                                         |
| -------------------------------------- | -------------------------------------------------------------- | ----------------------------------- | --------------------------------------------------------------- |
| Num                                    | Dossard de départ porté par le coureur sur cette édition       | Pos.                                | Position au classement général                                  |
| Leader du classement général           | Indique le vainqueur du classement général                     | Leader du classement de la montagne | Indique le vainqueur du classement de la montagne               |
| Leader du classement par points        | Indique le vainqueur du classement par points                  | Leader du classement des jeunes     | Indique le vainqueur du classement du meilleur jeune            |
| Leader du classement de la combativité | Indique le vainqueur du prix de la combativité                 |                                     | Indique un maillot de champion national, suivi de sa spécialité |
|                                        | Indique le vainqueur du classement du premier coureur régional |                                     |                                                                 |

| AG2R Citroën ACT | AG2R Citroën ACT             | AG2R Citroën ACT |
| ---------------- | ---------------------------- | ---------------- |
| Num              | Coureur                      | Pos              |
| 1                | Marc Sarreau (FRA)           |                  |
| 2                | Stan Dewulf (BEL)            |                  |
| 3                | Clément Venturini (FRA)      |                  |
| 4                | Antoine Raugel (FRA)         |                  |
| 5                | Jordan Labrosse (FRA)        |                  |
| 6                | Paul Lapeira (FRA)           |                  |
| 7                | Aurélien Paret-Peintre (FRA) | 4e               |
| 8                | Nans Peters (FRA)            |                  |

| TotalEnergies TEN | TotalEnergies TEN       | TotalEnergies TEN |
| ----------------- | ----------------------- | ----------------- |
| Num               | Coureur                 | Pos               |
| 9                 | Fabien Doubey (FRA)     |                   |
| 10                | Jason Tesson (FRA)      |                   |
| 11                | Alexis Vuillermoz (FRA) | 3e                |
| 12                | Geoffrey Soupe (FRA)    |                   |

| Arkéa-Samsic ARK | Arkéa-Samsic ARK      | Arkéa-Samsic ARK |
| ---------------- | --------------------- | ---------------- |
| Num              | Coureur               | Pos              |
| 13               | Hugo Hofstetter (FRA) |                  |
| 14               | Maxime Bouet (FRA)    |                  |

| Van Rysel-Roubaix Lille Métropole VRL | Van Rysel-Roubaix Lille Métropole VRL | Van Rysel-Roubaix Lille Métropole VRL |
| ------------------------------------- | ------------------------------------- | ------------------------------------- |
| Num                                   | Coureur                               | Pos                                   |
| 15                                    | Tom Mainguenaud (FRA)                 |                                       |
| 16                                    | Stefano Museeuw (BEL)                 |                                       |

| Intermarché-Circus-Wanty ICW | Intermarché-Circus-Wanty ICW | Intermarché-Circus-Wanty ICW |
| ---------------------------- | ---------------------------- | ---------------------------- |
| Num                          | Coureur                      | Pos                          |
| 17                           | Lilian Calmejane (FRA)       |                              |
| 18                           | Adrien Petit (FRA)           |                              |

| Saint Michel-Mavic-Auber 93 AUB | Saint Michel-Mavic-Auber 93 AUB | Saint Michel-Mavic-Auber 93 AUB |
| ------------------------------- | ------------------------------- | ------------------------------- |
| Num                             | Coureur                         | Pos                             |
| 19                              | Théo Delacroix (FRA)            |                                 |
| 20                              | Thomas Devaux (FRA)             |                                 |

| Cofidis COF | Cofidis COF     | Cofidis COF |
| ----------- | --------------- | ----------- |
| Num         | Coureur         | Pos         |
| 21          | Eddy Finé (FRA) |             |

| Lidl-Trek LTK | Lidl-Trek LTK             | Lidl-Trek LTK |
| ------------- | ------------------------- | ------------- |
| Num           | Coureur                   | Pos           |
| 22            | Giulio Ciccone (ITA)      | 1er           |
| 23            | Julien Bernard (FRA)      |               |
| 24            | Alex Kirsch (LUX) (route) | 2e            |

| Cross Team Legendre CTL | Cross Team Legendre CTL | Cross Team Legendre CTL |
| ----------------------- | ----------------------- | ----------------------- |
| Num                     | Coureur                 | Pos                     |
| 25                      | Steve Chainel (FRA)     |                         |